# Punkt ładowania

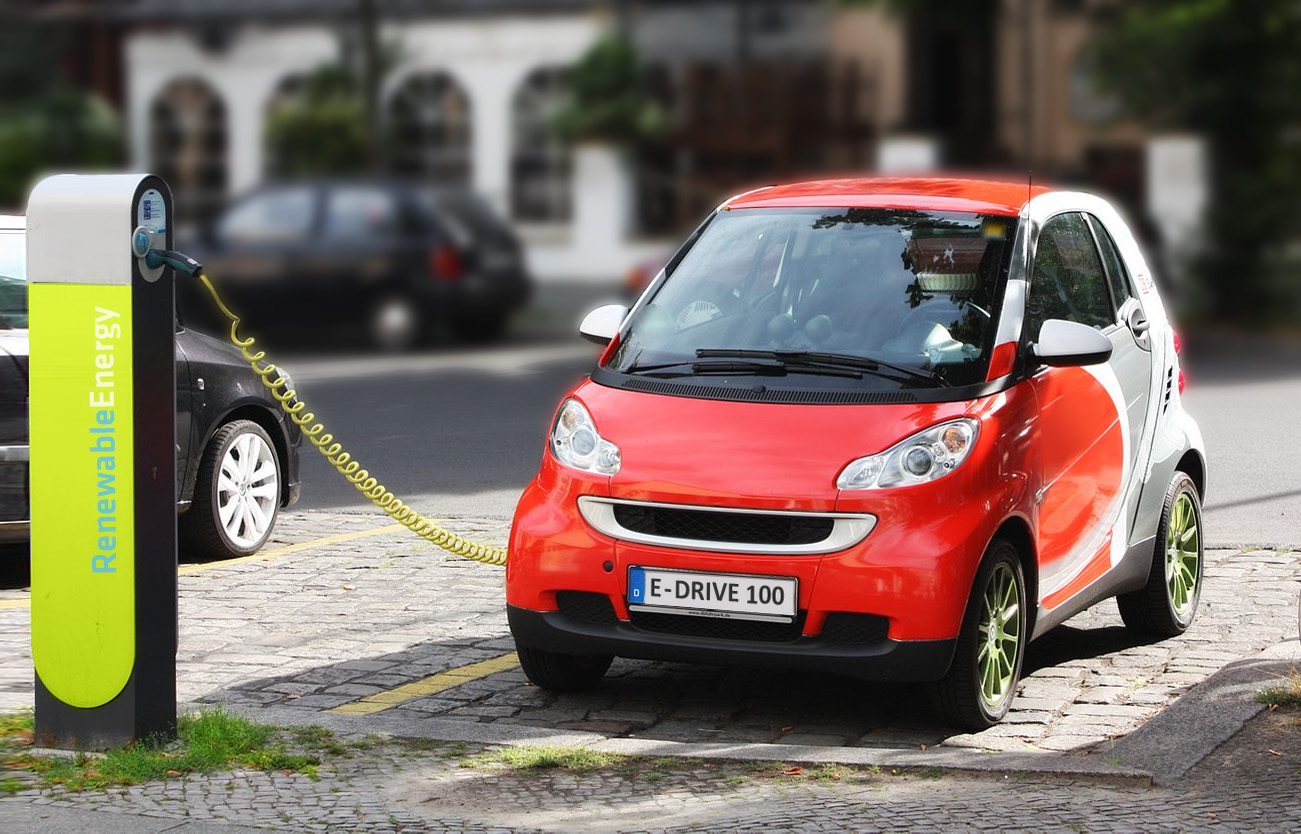
Punkt ładowania

Punkt ładowania – urządzenie, które umożliwia ładowanie pojedynczego pojazdu elektrycznego lub wymianę akumulatora pojedynczego pojazdu elektrycznego.
Według polskiej ustawy o elektromobilności i paliwach alternatywnych, jest to "urządzenie umożliwiające ładowanie pojedynczego pojazdu elektrycznego, pojazdu hybrydowego i autobusu zeroemisyjnego oraz miejsce, w którym wymienia się lub ładuje akumulator służący do napędu tego pojazdu".
Z definicji tej wynika, że punktem ładowania samochodu elektrycznego nie jest zwykłe gniazdo elektryczne, bez względu na jego moc lub liczbę faz. Ustawa rozróżnia też dwa typy punktów ładowania:
- punkt ładowania o normalnej mocy, czyli o mocy większej lub równej 22kW i nie mniejszej niż 3,7kW (pod warunkiem, że nie jest on częścią ogólnodostępnej stacji ładowania) – w praktyce oznacza to ładowarki prądu zmiennego (tzw. AC)
- punkt ładowania o dużej mocy, czyli taki którego moc przekracza 22kW – w praktyce oznacza to ładowarki prądu stałego (tzw. DC)

## Obowiązek posiadania punktu ładowania
Obowiązujący obecnie w Polsce obowiązek posiadania punktów ładowania na parkingach w budynkach niemieszkalnych wynika z art. 8 Dyrektywy PE o charakterystyce energetycznej budynków (2018/844). W Polsce obowiązek ten zapisany jest w art. 25. ustawy nowelizującej ustawę o elektromobilności z 2021 roku.
„W budynkach niemieszkalnych, z którymi związanych jest więcej niż 20 stanowisk postojowych, właściciel lub zarządca budynku, w terminie do dnia 1 stycznia 2025 r., instaluje co najmniej jeden punkt ładowania oraz kanały na przewody i kable elektryczne, aby umożliwić zainstalowanie punktów ładowania na co najmniej 1 na 5 stanowisk postojowych, jeżeli te stanowiska postojowe(…)"
Dyrektywa EPBD, której mowa wyżej została zaktualizowana w 2024 roku (Dyrektywa PE 2024/1275) i wprowadza nowe wymagania dotyczące posiadania punktów ładowania, które będą obowiązywać we wszystkich krajach członkowskich od 2027 roku. Art. 14. Dyrektywy nakazuje m.in. instalację 1 punktu ładowania na każde 5 miejsc postojowych w nowych budynkach niemieszkalnych, ale w przypadku budynków biurowych, obowiązek ten wynosi aż 1 punkt ładowania na każde dwa miejsca postojowe. Ponadto nowa Dyrektywa nakazuje też instalację punktów ładowania w 10% istniejących już miejsc postojowych w biurowcach.

## Techniczne warianty punktów ładowania pojazdów elektrycznych
Punkt ładowania może przyjąć różną formę techniczną. Tzw. ładowarki AC, punkty o normlanej mocy, na prąd zmienny mogą posiadać gniazdo ładowania lub kabel z wtyczką. Z kolei tzw. ładowarki na prąd stały, punkty o wysokiej mocy posiadają jedynie kabel z wtyczką. 
W Unii Europejskiej obowiązują trzy standardy dla punktów ładowania:
- Type 2 (tzw. Mennekes), do ładowania prądem zmiennym, o normalnej lub niskiej mocy
- Typ CCS2, do ładowania prądem stałym o wysokiej mocy
- Typ MCS, przeznaczony do ładowania samochodów ciężarowych o bardzo wysokiej mocy ładowania przekraczającej 1MW
- Na rynku dostępne są gniazda CHAdeMO, przeznaczone do ładowania starszych modeli samochodów marek azjatyckich (to standard obowiązujący w Japonii).